# Sancti Spíritus (provins)
Sancti Spíritus er en af Cubas provinser med 465.468(2010) indbyggere. Den er lokaliseret i den centrale del af Cuba. Hovedstaden hedder også Sancti Spiritus. En anden stor by er: Trinidad.

## Administrativ opdeling
Provinsen er opdelt i 8 kommuner.
| Kommune         | Indbyggertal (2004) | Areal (km²) |
| --------------- | ------------------- | ----------- |
| Cabaiguán       | 67.224              | 597         |
| Fomento         | 33.528              | 471         |
| Jatibonico      | 42.708              | 765         |
| La Sierpe       | 16.937              | 1.035       |
| Sancti Spíritus | 133.843             | 1.151       |
| Taguasco        | 36.365              | 518         |
| Trinidad        | 73.466              | 1.155       |
| Yaguajay        | 58.938              | 1.032       |